# Морсей, Рудольф
Рудольф Морсей или Морзай (нем. Rudolf Morsey; 16 октября 1927, Рекклингхаузен, Германия — 14 мая 2024) — немецкий историк. Эмерит-профессор современной истории в Шпайере.

## Биография
Обучался в Вестфальском университете имени Вильгельма. Хабилитацию прошёл в Боннском университете (1966). В 1966—1970 годах работал в Вюрцбургском университете. В 1970—1996 годах работал в Немецкой высшей школе управления в Шпайере. В 1977—2002 годах вице-президент Общества имени Гёрреса.
Имеет Командорский крест ордена «За заслуги перед Федеративной Республикой Германия» (1987). Почётный доктор философии Католического университета Айхштедт-Ингольштедт (2004).
Рудольф Морсей жил в Нойштадт-ан-дер-Вайнштрасе. Он умер 14 мая 2024 года в возрасте 96 лет.